# Mai paura
Mai paura è l'album d'esordio del 1999 del gruppo Mercanti di Liquore composto dai musicisti Lorenzo Monguzzi, Simone Spreafico e Piero Mucilli.

## Tracce
1. Jamin-a - 2:48 (dall'album Crêuza de mä)
2. Il suonatore Jones - 3:37 (dall'album Non al denaro, non all'amore né al cielo)
3. Andrea - 6:00 (dall'album Rimini)
4. Una storia sbagliata - 5:46
5. Bocca di Rosa - 3:35 (dall'album Volume I)
6. Il testamento di Tito - 6:17 (dall'album La buona novella)
7. La città vecchia - 3:09 (dall'album Canzoni)
8. Mai paura - 3:51
9. Fame nera - 4:07
10. Ninna nanna - 2:57
11. Mercanti di liquore - 7:49

- Le prime 7 canzoni fanno parte del repertorio di Fabrizio De André